# Астафьев, Дорофей Емельянович
Дорофей Емельянович (Меньшого сын) Астафьев — московский и тульский дворянин из рода Астафьевых, сын боярский и воевода на службе у царей Михаила Федоровича и Алексея Михайловича. 
Записан в боярском подлинном списке 1644 года вместе со своим сыном, Денисом Дорофеевичем.

## Происхождение
Сын Емельяна Михайловича «Меньшого», тульского и каширского помещика, происходившего из древнего дворянского рода Сорокоумовых-Глебовых, который стал писаться Астафьевым вслед за своим отцом, Михаилом Евстафьевичем.
Отец впервые упоминается в 1563 году как поручитель в 50 рублях за «бояр, ручавшихся за боярина кн. Александра Ивановича Воротынского».
Согласно родословной росписи Астафьевых, поданной в Палату родословных дел в 1686 году, Дорофей Емельянович со своим потомством относил себя к потомкам московского боярина Михаила Сорокоума вместе с родственными родами Теряевыми, Глебовыми и Обедовыми. Дорофей Емельянович потомок Сорокоума в 8 колене.

## Служба
Участник Осады Москвы 1618 года.
Тульский сын боярский. Служил воеводой в Дедилове в 1625 — 1628 годах. С 1627 года - тульский городовой дворянин. В 1634 году назначен тульским городовым головой.

Согласно материалам Тульской разборной десятни 1622 года, владел вотчинами в Дедиловском уезде: 
«Дорофей меньшого сын Остафьев. Окладчики по него сказали, по Государеву, царя и великого князя Михаила Федоровича Всея Руси, крестному целованию собою и службой добр, а на государевой службе будет на коне в саадаке и в сабле, да за ним человек на коне с простым конем, да человек на мерине в саадаке и в сабле, да человек с возом, а детей у него 2 сына большой Денис 7 лет, а другой Федор 4 года, а как они в службу поспеют и большого сына верстать в отвод, а меньшому сыну Федору служить с отцова поместья, а вотчина за Дорофеем в Дедиловском уезде <...>»
В 1635 году служил сходным головой в Переяславле Рязанском. В следующем году был послан с посольством в Крымское ханство. В 1639 — 1641 годах был воеводой в Перми. С 1640 года значился в списках московских дворян. Записан в Бархатную книгу.
В 1644 году с него взысканы в пользу крымского посла Муратши-Мурзы деньги.

## Семья
Имел двух сыновей: Дениса Дорофеевича, бывшего воеводой в Острогожске в 1653 — 1654 годах, и Федора Дорофеевича, московского дворянина в 1658 — 1668 годах; пять внуков: Василия и Афанасия Денисовичей, Ивана, Иова и Максима Федоровичей, и шесть правнуков: Петра большого и Петра меньшого Васильевичей, Андрея Афанасьевича (все трое служили стольниками при Петре Великом), Кузьму, Василия и Лаврентия Ивановичей.
Потомки данного рода Астафьевых жалованы поместьями в 1606 году Царем Василием Шуйским и занесены в Общий Гербовник дворянских родов Всероссийской Империи в IV часть под номером 69.